# Joe Cuba
Joe Cuba, pseudonimo di Gilberto Miguel Calderón Cardona, detto anche Sonny (New York, 22 aprile 1931 – New York, 15 febbraio 2009), è stato un musicista, suonatore di conga e bandleader statunitense, di discendenza portoricana considerato senz'altro come il "Padre del boogaloo latino".

## Biografia

### Primi anni
Joe Cuba (nome alla nascita: Gilberto Miguel Calderón Cardona) nacque a New York. I genitori si erano trasferiti da Porto Rico a New York alla fine degli anni '20 e si erano stabiliti nella Spanish Harlem, una comunità latina con sede a Manhattan. Cuba crebbe in un condominio dove suo padre era diventato proprietario di un negozio di dolciumi situato al piano terra. Suo padre aveva organizzato un club di stickball chiamato Young Devils. Lo stickball era la principale attività sportiva del quartiere. Dopo che Cuba si fu rotto una gamba, iniziò a suonare la conga e continuò a praticare con la conga tra la scuola e il tempo libero. Alla fine si diplomò ed entrò in una band.

### Carriera musicale
Nel 1950, quando aveva 19 anni, suonò per Joe Panama e anche per un gruppo chiamato La Alfarona X. Il gruppo presto si sciolse e Cuba si iscrisse all'università per studiare legge. Mentre era al college partecipò ad un concerto in cui Tito Puente eseguì Abaniquito. Si avvicinò a Tito e si presentò come studente e fan e presto svilupparono quella che sarebbe diventata un'amicizia per la vita. Questo evento motivò Cuba ad organizzare la propria band. Nel 1954 il suo agente gli raccomandò di cambiare il nome del gruppo da José Calderón Sextet a Joe Cuba Sextet e il nuovo Joe Cuba Sextet fece il suo debutto allo Stardust Ballroom.
Nel 1962 Cuba registrò il suo primo album con il Joe Cuba Sextet chiamato To Be With You, con le impressionanti voci di Cheo Feliciano e Jimmy Sabater Sr. La band divenne popolare nella comunità latina di New York. I testi della musica di Cuba utilizzavano un misto di spagnolo e inglese, diventando una parte importante del Movimento Nuyorican.
Nel 1965 il Sestetto ottenne il primo successo interraziale con la fusione latina e soul di El Pito (I'll Never Go Back in Georgia). Il canto I'll Never Go Back to Georgia fu preso dall'introduzione di Dizzy Gillespie alla melodia afro-cubana Manteca. Sabater in seguito rivelò che "nessuno di noi era mai stato in Georgia".
Insieme ad altri artisti "nuoricani" come Ray Barretto e Richie Ray, Cuba fu in prima linea nello sviluppo del soul latino a New York, fondendo gli stili del R & B americano con la strumentazione afro-cubana. Cuba fu uno degli architetti chiave dietro l'emergente suono latino del Boogaloo, che divenne uno stile latino popolare ed importante nella seconda metà degli anni '60. Nel 1966 la sua band ottenne un successo nella National Hit Parade List degli Stati Uniti con la canzone Bang Bang, che contribuì a dare il via alla popolarità del boogaloo. Ebbe anche un successo quell'anno piazzandosi 1º nelle classifiche di Billboard con la canzone Sock It To Me.

### Ultimi anni e morte
Nell'aprile 1999 Joe Cuba fu inserito nella International Latin Music Hall of Fame. Nel 2004 fu nominato Gran Maresciallo della Parata del Portoricano celebrata a Yonkers, New York. Era anche il direttore del Museo de La Salsa, che si trova nella Spanish Harlem, Manhattan, New York.
Joe Cuba morì il 15 febbraio 2009 a New York dopo essere stato staccato dalla macchina che lo teneva in vita. Era stato ricoverato in ospedale per un'infezione batterica persistente. I resti di Cuba furono cremati al cimitero di Woodhaven. Lasciò i suoi due figli adulti, la prima moglie (Nina, sposata nel 1960), il figlio Mitchell e la figlia Lisa, i 3 nipoti Nicole, Alexis e Rebecca e la sua seconda moglie Maria (sposata nel 1994).

## Discografia

### Come leader
- I Tried To Dance All Night (1956)
- Mardi Gras Music For Dancing Vol. 1 (1956)
- Cha Cha Chá (1957)
- Mardi Gras Music For Dancing Vol. 2 (1958)
- Mardi Gras Music For Dancing Vol. 3 (1959)
- Brava pachanga (1959)
- Merengue loco (1961)
- Joe Cuba (1961)
- To Be With You (1962)
- Steppin' Out (1962)
- Cha Cha Chás Soothe The Savage Beast(1962)
- Diggin' The Most (1963)
- Vagabundeando (Hangin' Out) (1963)
- Comin' at You (1964)
- El Alma del Barrio: The Soul of Spanish Harlem (1964)
- Breakin' Out (1965)
- Bailadores (1965)
- Red, Hot and Cha Cha Chá (1965)
- We Must Be Doing Something Right! (1966)
- Bang Bang (1967)
- The Velvet Voice of Jimmy Sabater (1967)
- My Man Speedy (1968)
- Recuerdos de mi querido Barrio (1971)
- Bustin' Out (1972)
- Hecho y Derecho (Doing it Right) (1973)
- Cocinando la Salsa (Cookin' The Sauce) (1976)
- El Pirata del Caribe (The Caribbean Pirate) (1979)
- Steppin' Out... Again! (1995)
- Salsa y Bembé (1998)

### Album
- Greatest Hits (2009)
- El Alcalde del Barrio (2010)
- The Best of Joe Cuba (Lo Mejor de Joe Cuba) - Fania Original (Remastered) (2010)
- Anthology (2012)